# Челюскин (пароход)
«Челю́скин» — советский пароход, построенный в Дании на верфях фирмы Burmeister & Wain (B&W, Copenhagen) по заказу Наркомвода СССР. Пароход был предназначен для хождения между устьем Лены (отсюда и первоначальное название судна «Лена») и Владивостоком, то есть для Восточных Ленских экспедиций.

## Технические характеристики
По техническим данным пароход был для того времени наиболее современным грузопассажирским кораблём. Корабль был построен в соответствии со специальными требованиями Ллойда — «усиленный для навигации во льдах» (англ. ✠100 A1 strengthened for navigation in ice). В пресс-релизе фирмы B&W пароход был отнесён к судам ледокольного типа (the ice breaking type) для специальных целей или для специального торгового мореплавания (арктической торговли). Однако ледоколом оно не являлось: оно всего лишь имело  форштевень специальной конструкции, усиление корпуса в районе ватерлинии и ряд других особенностей, характерных для арктического флота. Судно имело водоизмещение 7,5 тысяч тонн.
Пароход был спущен на воду 11 марта 1933 года, испытательный поход — 6 мая 1933 года. В первый поход в Ленинград судно вышло 3 июня 1933 года под названием «Лена». Командовал судном капитан Торгфлота СССР Петерис Биезайс. В Ленинград корабль прибыл 5 июня 1933 года. Пароход «Лена» переименовали 19 июня 1933 года. Он получил новое название — «Челюскин» в честь русского мореплавателя и исследователя Севера С. И. Челюскина.

## Плавание
16 июля 1933 года пароход «Челюскин» под командованием первого капитана Петериса Биезайса и начальника экспедиции члена-корреспондента АН СССР О. Ю. Шмидта вышел из Ленинграда в Мурманск, по пути зайдя в доки компании-производителя в Копенгагене, где были устранены несколько выявленных дефектов.
В Дании, 27 июля 1933 года капитан Биезайс по причине загруженности работой с технической документацией, связанной с произведённым ремонтом, временно передал командование опытному полярному капитану В. И. Воронину, который был на судне пассажиром. Тем не менее в Мурманске Биезайс сошёл с корабля, и Воронин вступил в обязанности капитана «Челюскина».
2 августа 1933 года, взяв на борт 112 человек, пароход вышел из Мурманска во Владивосток, отрабатывая схему доставки грузов по трассе Северного морского пути за одну летнюю навигацию. На трудных участках пути в проводке «Челюскина» планировалось участие ледоколов.
На борту парохода разместились 53 члена экипажа, 29 участников экспедиции, 18 человек, направлявшихся на зимовку на острове Врангеля и 12 строителей. В багажные отсеки загрузили 2995 т угля, 500 т воды, 26 коров и 4 поросят, продукты с расчётом на полтора года зимовки.
Первые льдины встретились в Карском море при выходе из пролива Маточкин Шар. При помощи ледокола корабль преодолел сплошные льды и продолжил движение самостоятельно. 1 сентября был достигнут мыс Челюскин. В Чукотском море пароход вновь встретился со сплошными льдами и 23 сентября оказался полностью заблокирован в районе места прошлогодней аварии парохода «Александр Сибиряков».
«Челюскин» дрейфовал вместе с экипажем в течение почти пяти месяцев. 4 ноября 1933 года благодаря удачному дрейфу вместе со льдами «Челюскин» вошёл в Берингов пролив. До чистой воды оставались считанные мили. Однако затем судно было увлечено назад, в северо-западном направлении.
13 февраля 1934 года в результате сильного сжатия «Челюскин» был раздавлен льдами и затонул в течение двух часов (координаты места 68°18′05″ с. ш. 172°49′40″ з. д.).

## Эвакуация
Ещё заранее, опасаясь подобного исхода, экипаж подготовил всё необходимое для выгрузки на окружающие льды. Последними с «Челюскина» сходили Шмидт, Воронин и завхоз экспедиции Борис Григорьевич Могилевич. На лёд удалось перенести кирпичи и доски, из которых затем строили бараки.
В результате катастрофы на льду оказалось 104 человека (8 человек по разным причинам покинули пароход ещё около острова Колючин; в Карском море в семье геодезиста В. Г. Васильева, который отправился в экспедицию с беременной женой, родилась дочь Карина; один человек — завхоз Б. Г. Могилевич — погиб во время затопления судна, будучи придавленным сместившимся палубным грузом).
Через два дня после крушения судна в Москве была образована специальная комиссия, которую возглавил Валериан Куйбышев. Эвакуация лагеря осуществлялась с помощью авиации.
5 марта 1934 года лётчик Анатолий Ляпидевский на самолёте АНТ-4 пробился к лагерю и вывез со льдины десять женщин и двоих детей.
Следующий рейс был совершён только 7 апреля. За неделю лётчики Василий Молоков, Николай Каманин, Михаил Водопьянов на самолётах Р-5, Маврикий Слепнёв на самолёте «Консолидейтед-Флитстер» 17AF и Иван Доронин на «Юнкерсе» W 33 вывезли на материк остальных челюскинцев. Последний рейс был совершён 13 апреля 1934 года. Всего лётчики совершили 23 рейса, перевозя людей в чукотское становище Ванкарем, находящееся в 140—160 км от места ледовой стоянки. Лётчик Михаил Бабушкин и бортмеханик Георгий Валавин 2 апреля самостоятельно прилетели со льдины в Ванкарем на самолёте-амфибии Ш-2, служившем «Челюскину» для ледовой разведки (см. Записки лётчика М. С. Бабушкина, 1941).
Были спасены все 104 человека, которые провели два месяца на льдине в условиях полярной зимы.
В последние дни пребывания на льдине Шмидт тяжело заболел и по решению правительственной комиссии 11 апреля был переправлен в больницу в городе Ном на Аляске.

## Чествования
С Чукотки (бухта Провидения, 21 мая 1934 года) на пароходах «Смоленск» и «Сталинград» челюскинцы отправились на Камчатку (28 мая), далее, во Владивосток (7—9 июня), а оттуда, на литерном поезде (специальный пассажирский состав из купейных вагонов и вагонов повышенной комфортности) в Хабаровск (10 июня) и до Москвы.
19 июня 1934 года в Москве участникам экспедиции была устроена торжественная встреча с руководителями советского государства и жителями столицы. Затем, 24 июня, челюскинцев встречал Ленинград.
Лётчики, спасшие челюскинцев со льдины, — Анатолий Ляпидевский, Василий Молоков, Николай Каманин, Маврикий Слепнёв, Михаил Водопьянов, Иван Доронин — стали первыми Героями Советского Союза и были награждены высшей наградой СССР — орденом Ленина. Впоследствии, в 1939 году им вручили вновь учреждённый знак особого отличия Героев Советского Союза — медаль «Золотая Звезда».
Одновременно с ними звания Героя Советского Союза был удостоен также лётчик Сигизмунд Леваневский, хотя из-за аварии самолёта до лагеря он не долетел и ему не довелось снять со льдины ни одного челюскинца.
За помощь при спасении челюскинцев орденом Ленина были награждены двое американских бортмехаников, Клайд Армстед (англ. Clyde Armistead) и Уильям Левери (англ. William Lavery), 20 апреля 1934 года.
Непосредственные участники зимовки, кроме двух детей, были награждены орденом Красной Звезды (103 человека, включая погибшего Б. Могилевича).
«За выдающееся участие в организации и проведении спасения челюскинцев и сохранении научных материалов экспедиции» постановлением от 15 июня 1934 года начальник полярной станции Мыс Северный и председатель Чрезвычайной тройки Г. Г. Петров, командир самолёта «СССР-Н4» Ф. К. Куканов были награждены орденами Красной Звезды; ордена Трудового Красного Знамени были вручены радистам Т. Х. Хаапалайнену, Л. Н. Шрадер, Е. Н. Силову, механику рации мыса Северного С. И. Семёнову, начальнику полярной станции Уэлен Н. Н. Хворостянскому и члену Чрезвычайной тройки Я. В. Погорелову.
В честь челюскинцев в СССР был назван ряд географических объектов.
За спасательную операцию челюскинцев (5 марта — 13 апреля 1934 года) семь лётчиков стали первыми Героями Советского Союза
| Очередность в Указе о присвоении звания Героя | Герой                 | Особенности полётов                                                                           | Спасение, чел. | Рейсы, колич. | Самолёт                                                                       |
| 1 [Звезда Героя № 1]                          | Анатолий Ляпидевский  | первым обнаружил лагерь челюскинцев 5 марта 1934 года                                         | 12             | 1             | АНТ-4, № 1                                                                    |
| 2 [Звезда Героя № 4]                          | Сигизмунд Леваневский | в лагерь Шмидта не долетел, потерпел аварию у мыса Онман, в 30 км от пос. Ванкарем            | 0              | 0             | «Флитстер» (17АF Fleetster), бортовой USSR-SL — СССР-Сигизмунд Леваневский    |
| 3                                             | Василий Молоков       | внеплановым рейсом, 11 апреля 1934 г. эвакуировал больного Шмидта со льдины в Ванкарем        | 39             | 9             | Р-5                                                                           |
| 4 [Звезда Героя № 2]                          | Николай Каманин       |                                                                                               | 34             | 9             | Р-5                                                                           |
| 5                                             | Маврикий Слепнёв      | внеплановым рейсом, 12 апреля 1934 г. вывез Шмидта на лечение в США, на Аляску, в г. Ном/Nome | 6              | 1             | «Флитстер» (17АF Fleetster) бортовой USSR-MS — СССР-Маврикий Слепнёв/CCCP H55 |
| 6                                             | Михаил Водопьянов     |                                                                                               | 10             | 3             | Р-5                                                                           |
| 7                                             | Иван Доронин          |                                                                                               | 2              | 1             | ПС-4[3]/Юнкерс W33, бортовой № Л-735                                          |

Примечание Лётчик Бабушкин и бортмеханик Валавин 2 апреля 1934 года самостоятельно перелетели со льдины в Ванкарем на самолёте-амфибии Ш-2, который был на пароходе «Челюскин».

### Список награждённых[25]

#### Звание «Герой Советского Союза»
- Ляпидевский А. В.
- Леваневский С. А.
- Молоков В. С.
- Каманин Н. П.
- Слепнёв М. Т.
- Водопьянов М. В.
- Доронин И. В.

#### Орден Ленина
Лётчики
- Ляпидевский А. В.
- Леваневский С. А.
- Молоков В. С.
- Каманин Н. П.
- Слепнёв М. Т.
- Водопьянов М. В.
- Доронин И. В.
- Петров Л. В.

Обслуживающий персонал
- Руковский М. А., бортмеханик
- Левари Уильям, бортмеханик, гражданин США
- Пилютов П. А., бортмеханик
- Девятников И. Г., техник
- Шелыганов М. П., штурман
- Грибакин Г. В., бортмеханик
- Клайд Армистед, бортмеханик, гражданин США
- Александров В. А., бортмеханик
- Ратушкин М. Л., бортмеханик
- Разин А. К., ст. техник
- Савин Я. Г., бортмеханик

#### Орден Красной Звезды
Штаб спасения челюскинцев, лётчики резерва
- Ушаков Г. А. — уполномоченный правительственной комиссии по спасению челюскинцев
- Петров Г. Г. — председатель чрезвычайной тройки по спасению челюскинцев
- Галышев В. Л. — лётчик
- Пивенштейн Б. А. — лётчик
- Бастанжиев Б. В. — лётчик
- Демиров И. М. — лётчик
- Куканов Ф. К. — лётчик, командир Чукотской авиагруппы по спасению челюскинцев

Экипаж парохода «Челюскин»
- Шмидт О. Ю. — начальник экспедиции
- Воронин В. И. — капитан «Челюскина»
- Баевский И. Л. — заместитель начальника экспедиции по науке
- Бобров А. П. — помощник начальника экспедиции, начальник после эвакуации Шмидта на Аляску[26]
- Кренкель Э. Т. — старший радист экспедиции
- Могилевич Б. Г. — завхоз экспедиции, погиб 13 февраля 1934 г. на «Челюскине»
- Гудин С. В. — ст. помощник капитана «Челюскина»
- Марков М. Г. — 2-й помощник капитана
- Виноградов Б. И. — 3-й помощник капитана
- Павлов В. В. — дублёр ст. помощника капитана
- Матусевич Н. К. — ст. механик
- Тоикин Ф. П. — 2-й механик
- Пионтковский А. И. — 3-й механик
- Петров П. И. — 4-й механик
- Колесниченко А. С. — практик-механик
- Филиппов М. Г. — практик-механик
- Иванюк В. В. — радист
- Загорский А. А. — боцман
- Шуша А. Д. — плотник
- Дурасов Г. И. — матрос 1-го класса
- Сергеев Я. В. — матрос 1-го класса
- Ломоносов Н. М. — матрос 1-го класса
- Синцов В. М. — матрос 1-го класса
- Мосолов Г. — матрос 1-го класса
- Харкевич А. Е. — матрос 2-го класса
- Миронов А. Е. — матрос 2-го класса
- Баранов Г. С. — матрос 2-го класса
- Ткач М. К. — матрос 2-го класса
- Бармин В. Ф. — машинист 1-го класса
- Фетин С. Ф. — машинист 1-го класса
- Мартисов Л. Д. — машинист 1-го класса
- Нестеров И. С. — машинист 2-го класса
- Апокин А. П. — машинист 2-го класса
- Задоров В. А. — кочегар 1-го класса
- Румянцев И. С. — кочегар 1-го класса
- Киселёв С. И. — кочегар 1-го класса
- Марков Е. Л. — кочегар 1-го класса
- Агафонов А. Н. — кочегар 1-го класса
- Громов В. И. — кочегар 1-го класса
- Паршинский В. Л. — кочегар 1-го класса
- Ульев А. А. — кочегар 1-го класса
- Бутаков Н. С. — кочегар 1-го класса
- Кукушкин Б. А. — кочегар 1-го класса
- Ермилов Г. П. — кочегар 1-го класса
- Сергеев Ф. С. — кок
- Морозов Ю. С. — повар
- Козлов Н. С. — пом. повара
- Агапитов В. М. — пекарь
- Горская А. А. — уборщица
- Буркова Е. Н. — уборщица
- Милославская Т. А. — уборщица
- Рудас А. И. — уборщица
- Лепихин В. С. — уборщик
- Мальховский И. И. — кочегар 2-го класса
- Лесков А. Е. — матрос 1-го класса
- Копусов И. А. — зам. нач. экспедиции
- Гаккель Я. Я. — геодезист
- Лобза П. Г. — гидрохимик
- Стаханов В. С. — зоолог
- Шпаковский Н. Н. — аэролог
- Ширшов П. П. — гидробиолог
- Факидов И. Г. — инженер-физик
- Хмызников П. К. — гидрограф
- Новицкий П. К. — фотограф
- Иванов А. М. — моторист
- Решетников Ф. П. — художник
- Шафран А. М. — кинооператор
- Громов Б. В. — корреспондент «Известий ЦИК Союза ССР и ВЦИК»
- Семёнов С. А. — секретарь экспедиции
- Канцель А. А. [Канцин] — зав. буфетом [зам. заведующего хозяйством]
- Гордеев В. Р. — подрывник
- Бабушкин М. С. — пилот
- Валавин Г. С. — бортмеханик
- Расс П. Г. — инженер
- Шульман И. П. — студент-исследователь[27]
- Буйко П. С. — начальник станции на о. Врангеля
- Буйко (Кожина) Л. Ф.
- Васильев В. Г. — геодезист
- Васильева (Дорфман) Д. И.
- Комов Н. Н. — ст. метеоролог
- Комова О. Н. — метеоролог
- Белопольский Л. О. — биолог
- Сушкина А. П. — ихтиолог
- Никитин К. А. — врач
- Погосов А. Е. — ст. механик
- Гуревич В. Е. — кладовщик
- Прокопович Е. С. — зав. факторией
- Иванов С. А. — радист
- Зверев А. И. — кок
- Кожин К. Ф. — служитель
- Рыцк В. И. — геолог
- Рыцк З. А.
- Ремов В. А. — главн. инженер
- Николаев И. К. — печник
- Березин М. И. — печник
- Березин Д. И. — печник
- Сорокин П. Н. — плотник
- Скворцов Ф. Я. — плотник
- Баранов В. М. — плотник
- Кулин Н. Н. — плотник
- Кудрявцев Д. И. — плотник
- Воронин П. И. — плотник
- Голубев В. С. — плотник
- Юганов А. И. — плотник

#### Орден Трудового Красного Знамени[20]
- Силов Е. Н. — радист фактории Ванкарем
- Шрадер Л. Н. — радистка станции Уэллен
- Хаапалайнен Т. Х. — радист станции мыс Северный
- Семёнов С. И. — механик рации станции мыс Северный
- Небольсин А. В. — уполномоченный ОГПУ
- Погорелов Я. В. — уполномоченный ОГПУ
- Аникин Н. В. — бортмеханик, комендант аэродрома фактории Ванкарем
- Бассейн Ф. И.— бортмеханик
- Конкин Е. М. — второй пилот самолёта «АНТ-4»
- Шоломов Ф. А. — начальник станции Уэллен
- Хворостянский Н. Н. — метеоролог станции мыс Северный, заместитель начальника станции Уэллен

#### Звание «Почётный чекист»
- Светогоров А. П. — лётчик-пограничник[28]

## Значение
Несмотря на гибель парохода, была доказана возможность навигации грузовых судов по Северному морскому пути при условии их обязательного сопровождения ледоколами. На основании этого в СССР было принято решение о строительстве ледокольного флота.
Метеорологические наблюдения в дрейфе подсказали идею организации дрейфующих станций. Первая из них начала работу в 1937 году по инициативе начальника Главного управления Севморпути О.Ю. Шмидта,  под руководством Ивана Папанина.
Челюскинская эпопея утвердила в общественном сознании образ героя, который противостоит не врагу, а стихии и добивается победы, преодолевая трудности. Полярники, лётчики, исследователи бескрайних просторов страны стали любимыми героями и примером для подражания. 

## Поиски затонувшего судна
Неоднократно организовывались экспедиции с целью поиска остова затонувшего судна в 1936, 1974, 1979, 1980, 1989, 2004, 2006, 2020 годах. Первые из них были безрезультатны.
К 70-летию памяти «Челюскина» была организована подводная археологическая экспедиция «Челюскин-70». В 2004 году участники заявили, что судно найдено, однако вскоре стало понятно, что это была ошибка.
В сентябре 2006 года участники экспедиции «Челюскин-70» заявили, что они нашли затонувший пароход «Челюскин». Фотографии поднятых фрагментов и пробы металла направили в Копенгаген, в судостроительную компанию, со стапелей которой сошёл «Челюскин».
В феврале 2007 года эксперты подтвердили, что стойка леерного ограждения и вентиляционная решётка, поднятые участниками российской экспедиции в 2006 году со дна Чукотского моря, действительно являются фрагментами легендарного парохода «Челюскин».
В сентябре 2020 года в ходе комплексной экспедиции Русского географического общества и Северного флота на арктических архипелагах был обследован пароход «Челюскин». Участники экспедиции, работающие на ледоколе «Илья Муромец», с помощью многолучевого эхолота провели трёхмерную акустическую съёмку парохода «Челюскин». Удалось произвести видеосъёмку объекта с помощью необитаемого подводного аппарата «Марлин-350». Это первая качественная съёмка парохода — до сих пор никому не удавалось сделать чётких кадров, так как в районе, где затонул корабль (недалеко от Берингова пролива), очень мощное течение и мутная вода.

## Память
- Улица Челюскинцев существует:

в городах РоссииАрхангельск, Асбест, Астрахань, Балахна, Барнаул, Белгород, Брянск, Березники (ранее параллельно ул. Челюскинцев существовал проезд Челюскинцев, переименованный в улицу Сарычева), Вологда, Воронеж, Грозный, Донецк, Екатеринбург, Иваново, Ирбит, Казань, Кимры, Киров, Кисловодск, Ковров, Курск, Кыштым, Луганск, Майкоп, Москва, Мытищи, Мурманск, Нижний Новгород, Нижний Тагил, Новосибирск, Новороссийск, Омск (пять улиц), Оренбург, Орехово-Зуево, Пермь, Петрозаводск, Петропавловск-Камчатский, Полевской, Ржев, Рубцовск (проезд), Самара, Саратов, Себеж, Севастополь, Сызрань, Тверь, Троицк, Томск, Тюмень, Якутск, Ялуторовск, Ярославль, Мелитополь (улица и переулок Челюскинцев);
в городах УкраиныСартана, Стаханов, Ужгород, Харьков, Борисполь, Старобельск (переулок Челюскинцев);
в БеларусиМинск (улица, парк и названная по парку станция метро), Могилёв.
- улица Челюскина в Алма-Ате
- Площадь Челюскинцев в Ярославле и Туле
- Челюскинская (платформа), Ярославского направления МЖД
- Посёлок Челюскинцев в Тюменской области
- Парк Челюскинцев в Минске и в Санкт-Петербурге (в 1991 году последнему возвращено старое, первоначальное название Удельный парк)
- «Челюскинцев», дом отдыха в городе Гагра, Абхазия
- Улица О. Ю. Шмидта в с. Молочное Вологодской области[37]
- Улица Шмидта и 2-я улица Шмидта в Твери
- Улица Шмидта в Екатеринбурге
- Улица Шмидта в Самаре
- Улица Капитана Воронина в Санкт-Петербурге
- Сад Челюскинцев в Челябинске
- Улица Шмидта в Пензе
- Улица Шмидта в Днепре
- Проспект Шмидта в Могилёве
- Проспект и мост имени Челюскинцев в Тбилиси с 1935 до 1991 (в 1991 году переименован в проспект Царицы Тамар)
- Улица Челюскинцев в Астане

### Именные организации
- Хабаровский краевой аэроклуб имени Лётчиков-Героев спасания челюскинцев

### Техника
- Самолёт Ан-12БК «Спасатель челюскинцев лётчик Светогоров».

Челюскинцам до сих пор не поставили памятник.

## Кино
- В советском фильме для детей «По следам героя» (1935) дети, восхищённые подвигом лётчиков, отправляются на встречу с Василием Молоковым, который сам сыграл роль в фильме.
- «Челюскин. Герои Арктики» (1934) — документальный, режиссёр Я. Посельский, операторы М. Трояновский, А. Шафран, Н. Вихирев, Н. Самгин, В. Микоша
- «Челюскин» /Tscheljuskin (1970) — художественный производства ГДР
- «Челюскинцы» (1984) — художественный производства «Ленфильм»
- «Обречённые на подвиг» (2004) — документальный, Телекомпания «Останкино»
- «Челюскин. Первые» (2025) — художественный сериал «Wink»

## Изобразительное искусство
В середине 1930-х годов тема спасения экспедиции челюскинцев была воплощена в гравировке на моржовых клыках чукотским резчиком Вукволом.

## Филателия
На шести марках 1935 года под портретами Героев Советского Союза художник В. В. Завьялов нарисовал по две лавровые ветви, но на седьмой марке с портретом Сигизмунда Леваневского нарисована только одна лавровая ветвь, вторая ветвь — пальмовая, траурная. Леваневский не вывез ни одного полярника, был ранен, но проявил необыкновенное мужество и героизм, заслужив высокое звание героя.
- Маврикий Слепнёв, 1935
- Сигизмунд Леваневский, 1935
- Иван Доронин, 1935
- Михаил Водопьянов, 1935
- Николай Каманин, 1935
- Василий Молоков, 1935
- Анатолий Ляпидевский, 1935
- Отто Шмидт, 1935
- В. И. Воронин, 1935
- Авиапочта. Серия «Спасение челюскинцев»: Покинутый лагерь

к 50-летию дрейфа в 1984 году Почтой СССР была выпущена серия почтовых открыток и марок.
- юбилейные марки, 1984